# Kanton Annemasse
Annemasse is een kanton van het Franse departement Haute-Savoie. Het kanton maakt deel uit van het arrondissement Saint-Julien-en-Genevois en telde 51.437 inwoners in 2018.
Het kanton werd gevormd ingevolge het decreet van 13 februari 2014 met uitwerking op 22 maart 2015.

## Gemeenten
Het kanton omvat de volgende gemeenten:
- Annemasse (hoofdplaats)
- Ambilly
- Ville-la-Grand